# Jerzy Głogowski (architekt)

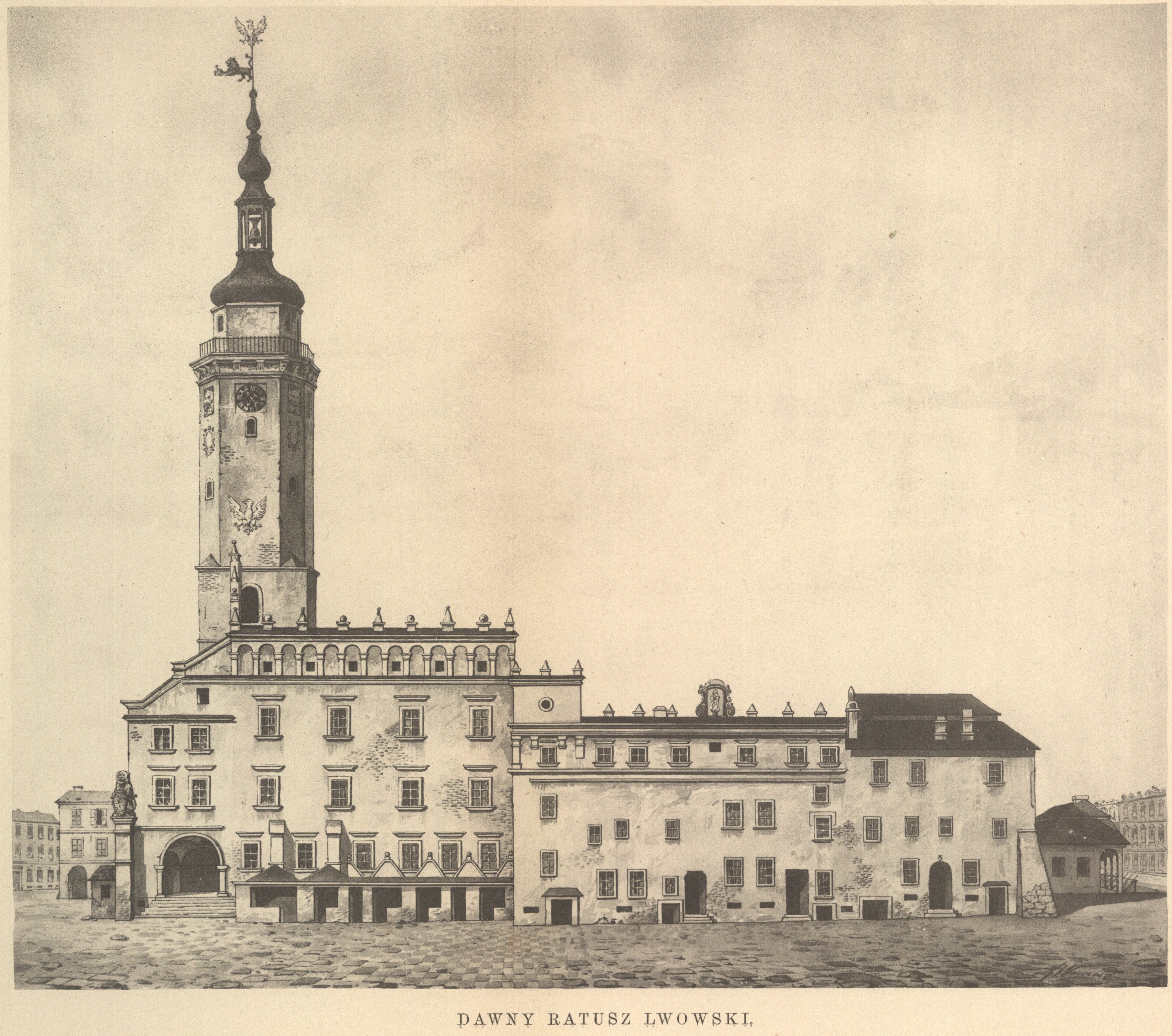
Ratusz we Lwowie przed 1826 r.

Jerzy Grzymała Głogowski (ur. 1777 we Lwowie, zm. 15 września 1838 tamże) – polski architekt, budowniczy, malarz i etnograf.

## Życiorys
Pochodził z polskiej rodziny drobnoszlacheckiej (syn Jakuba Głogowskiego herbu Grzymała), od trzynastego roku życia uczył się malarstwa u Ostapa Bieławśkiego. Od 1803 do 1809 przebywał w Krakowie, gdzie pracował jako urzędnik budowlany podczas wznoszenia fortyfikacji. Po powrocie do Lwowa został architektem-koordynatorem prac budowlanych, a następnie zastępca inspektora galicyjskiego nadzoru budownictwa. W 1811 uczestniczył w przebudowie kolegium popijarskiego na szpital, a następnie pracował nad projektem przebudowy Pałacu Potockich w Nowosiółkach Zahalczyckich na klasztor Sióstr Miłosierdzia Bożego (brak informacji, czy jego projekt został wybrany do realizacji). Od 1827 do 1835 nadzorował budowę nowego lwowskiego ratusza (realizacja projektu Józefa Markla, Franciszka Treschera i Aloisa Vondráški, wcześniej przeprowadził inwentaryzację starego ratusza i namalował go na rok przed planowaną rozbiórką. Uczestniczył w pracach związanych z rozbudową gmachu austriackiej administracji gubernialnej (wspólnie z Aloisem Vondrášką, Frantzem Hellmannem, Wilhelmem Stengelem). Od 1834 przez dwa lata odbywał podróże malarskie na zachód od Lwowa, tworzył w Mogielnicy, Dobrym, Janowie (obecnie Dolina, okolicach Trembowli, Potoku Złotym, Podzameczku, Jazłowcu. Malował mieszczan i chłopów w Zaleszczykach, Buczaczu, Chorostkowie gromadząc w ten sposób nieoceniony materiał etnograficzny tworząc grafiki i akwarele.

## Twórczość
Jerzy Głogowski był wszechstronnie utalentowanym człowiekiem, przez trzydzieści lat pełnienia funkcji inspektora nadzoru budowlanego na terenie Galicji i Bukowiny miał istotny wpływ na wprowadzanie nowych zasad urbanistyki, ochrony obiektów historycznych i zachowania naturalnego środowiska. Jako artysta stosował różne, często całkowicie odmienne techniki, tworzył grafiki w ołówku, malował akwarele, rzeźbił w drewnie i w kości oraz tworzył litografie. Poza obrazami o tematyce okolicznościowej tworzył również projekty bram triumfalnych i dekoracji funeralnych. Cenną część spuścizny Jerzego Głogowskiego stanowią grafiki i akwarele o tematyce architektonicznej, które przedstawiają obiekty, które nie dotrwały do naszych czasów m.in. „Widoki murów miejskich miasta Krakowa”. Był też kopistą obrazów będących XVI i XVII wieczną twórczością zachodniej Ukrainy, szczególną wartość ma kopia portretu Hrichorija Huliańskiego (1836) pędzla S. Ławrowa, kopia portretu Stefana Żółkiewskiego z Sieniawy (1837), kopia portretu Bohdana Chmielnickiego z Podhorców (1837).

### Ukraińskie stroje ludowe
Najważniejszym dokonaniem Jerzego Głogowskiego było stworzenie w latach 1834–1836 cyklu grafik i akwareli przedstawiających ukraińskie stroje ludowe, zarówno te występujące na wsi jak i w poszczególnych miastach wschodniej Galicji. Całość jest podzielona na grupy odpowiadające poszczególnym rejonom Ukrainy, a precyzja wykonania ma wartość dokumentalną, wiele szkiców zostało stworzonych w naturalnej wielkości. Kolekcja 1700 akwareli i rycin znajduje się w Lwowskiej Narodowej Naukowej Bibliotece Ukrainy im. Wasyla Stefanyka.

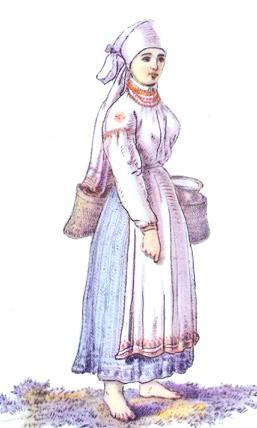
Kobieta z okolic Jaworowa
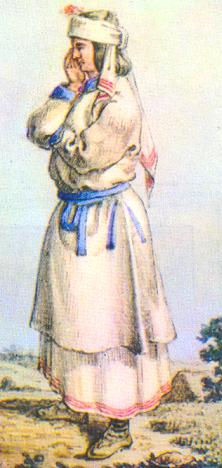
Kobieta z okolic Stryja
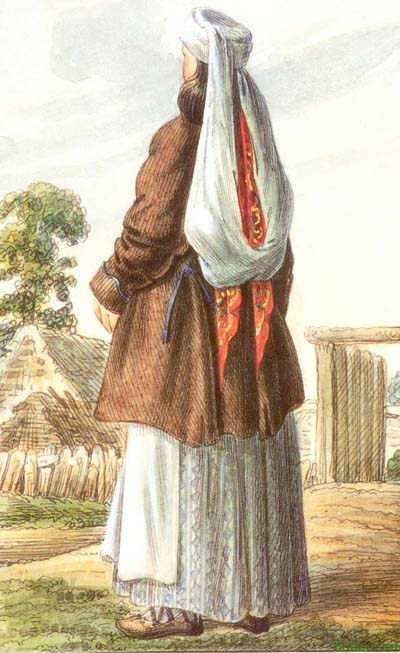
Kobieta z okolic Doliny (Janowa)
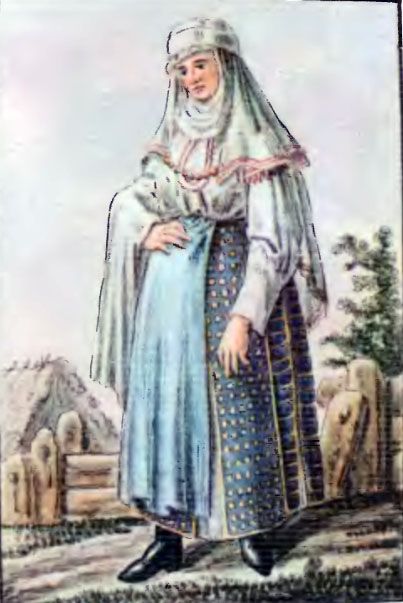
Kobieta z okolic Trembowli